# Jeanne Van Dyk
Jeanne Van Dyk (ur. 22 września 1992) – południowoafrykańska lekkoatletka, tyczkarka.

## Osiągnięcia
| Rok  | Impreza                     | Miejsce    | Pozycja    | Wynik |
| ---- | --------------------------- | ---------- | ---------- | ----- |
| 2011 | Mistrzostwa Afryki juniorów | Gaborone   | 2. miejsce | 3,35  |
| 2012 | Mistrzostwa Afryki          | Porto-Novo | 3. miejsce | 3,40  |

4. zawodniczka mistrzostw RPA w kategorii seniorek (2011), (pierwsze miejsce zajęła Japonka Ikuko Nishikori, więc Van Dyk była trzecia pośród lekkoatletek z Republiki Południowej Afryki).  W 2012 zdobyła srebrny medal mistrzostw kraju.